# Horkýže Slíže
Horkýže Slíže – słowacka grupa muzyczna założona w 1992 roku w Nitrze. Ich utwory utrzymane są w rockowym stylu na pograniczu punk rocka i metalu, często okraszone zabawnymi tekstami. Gatunek grany przez zespół często określa się jako comedy rock.
Grupa wydała 9 albumów studyjnych, z których dwa zyskały miano platynowej płyty.

## Skład

### Obecni członkowie
- Peter Hrivňák (Kuko) – śpiew, gitara basowa
- Marián Sabo (Sabotér) – gitara
- Juraj Štefánik (Doktor) – gitara
- Marek Viršík (Jean Claude Vandel) – perkusja

### Byli członkowie
- Martin Košovan (Košo) – perkusja (do 2002)
- Martin Žiak (Apíčko) – perkusja (1993)
- Noro Ivančík – gitara basowa (1994)

## Dyskografia

### Albumy studyjne
- 1996 – V rámci oného
- 1998 – Vo štvorici po opici
- 2000 – Ja chaču tebja
- 2001 – Festival Chorobná
- 2002 – Kýže sliz
- 2003 – Alibaba a 40 krátkych songov
- 2004 – Ritero Xaperle Bax
- 2007 – Ukáž tú tvoju ZOO
- 2009 – 54 dole hlavou
- 2012 – St. Mary Huana Ganja
- 2017 – Pustite Karola
- 2021 – Alibaba a 40 krátkych songov 2

### Wydania koncertowe
- 2005 – Živák – wydanie CD i DVD

### Kompilacje
- 2001 – Best uff
- 2011 – V dobrej viere

### Demo
- 1994 – Prvý slíž